# Krivodol
Krivodol (en búlgaro: Криводол) es una ciudad de Bulgaria, capital del municipio homónimo en la provincia de Vratsa.

## Geografía
Se encuentra a una altitud de 139 m s. n. m. a 131 km de la capital nacional, Sofía.

## Demografía
Según estimación 2012 contaba con una población de 2 948 habitantes.
|         | 2004  | 2005  | 2006  | 2007  | 2008  | 2009  | 2010  |
| Mujeres | 1 807 | 1 776 | 1 760 | 1 732 | 1 710 | 1 697 | 1 683 |
| Varones | 1 735 | 1 772 | 1 689 | 1 626 | 1 609 | 1 585 | 1 567 |
| Total   | 3 542 | 3 498 | 3 449 | 3 358 | 3 319 | 3 282 | 3250  |